# Micryletta erythropoda
Micryletta erythropoda es una especie de anfibio anuro de la familia Microhylidae. Es endémica del sur de  Vietnam, más concretamente de la provincia de Đồng Nai.